# Dream of Life
Albums de Patti Smith
Wave
(1979) Gone Again
(1996)
Singles
1. People Have the Power
Sortie : 1988
2. Looking for You (I Was)
Sortie : 1988
3. Up There Down There
Sortie : 1988

Dream of Life est un album studio de Patti Smith, sorti en juin 1988. C'est son premier album depuis la dissolution du Patti Smith Group.
La photo de la pochette a été réalisée par Robert Mapplethorpe.
L'album s'est classé 65e au Billboard 200. Le magazine Sounds l'a rangé à la 49e place des meilleurs albums de l'année 1988.

## Liste des titres

### Album original
Toutes les chansons sont écrites et composées par Patti Smith et Fred « Sonic » Smith.
| 1. | People Have the Power | 5:07 |
| 2. | Going Under           | 5:57 |
| 3. | Up There Down There   | 4:47 |
| 4. | Paths That Cross      | 4:18 |

| 5. | Dream of Life           | 4:38 |
| 6. | Where Duty Calls        | 7:46 |
| 7. | Looking for You (I Was) | 4:04 |
| 8. | The Jackson Song        | 5:24 |

### Rééditions
| 1.  | People Have the Power   | 5:09 |
| 2.  | Up There Down There     | 4:49 |
| 3.  | Paths That Cross        | 4:19 |
| 4.  | Dream of Life           | 4:39 |
| 5.  | Where Duty Calls        | 7:48 |
| 6.  | Going Under             | 6:00 |
| 7.  | Looking for You (I Was) | 4:06 |
| 8.  | The Jackson Song        | 5:25 |
| 9.  | As the Night Goes By    | 5:04 |
| 10. | Wild Leaves             | 4:03 |

## Personnel

### Musiciens
- Patti Smith : chant
- Fred « Sonic » Smith : guitare
- Jay Dee Daugherty : batterie
- Richard Sohl : claviers

### Musiciens additionnels
- Andi Ostrowe : chœurs
- Bob Glaub (en) : basse pour la chanson Going under
- Crusher Bennett : percussions pour la chanson Looking for you (I was)
- Gary Rasmussen : basse
- Hearn Gadbois : percussions
- Jesse Levy : violoncelle pour la chanson The Jackson Song
- Kasim Sulton : basse
- Malcolm West : basse pour la chanson The Jackson Song
- Margaret Ross : harpe pour la chanson The Jackson Song
- Robin Nash (en) : chœurs pour la chanson Going Under
- Sammy Figueroa (en) : percussions

## Classements
| Classement (1988)             | Meilleure position |
| ----------------------------- | ------------------ |
| États-Unis (Billboard 200)    | 65                 |
| Royaume-Uni (UK Albums Chart) | 70                 |